# Kent Downs

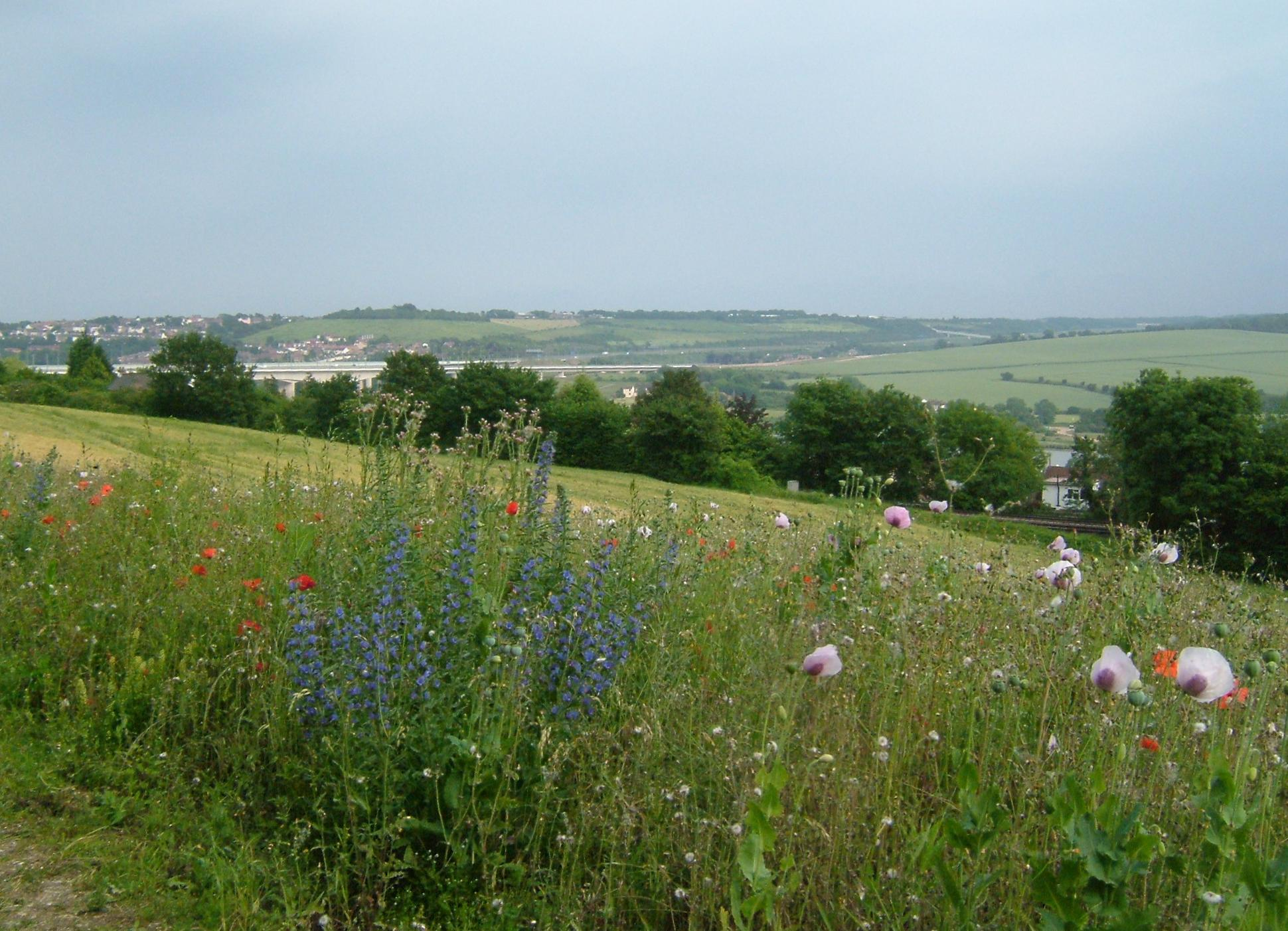
In den Kent Downs

Die Kent Downs sind ein Area of Outstanding Natural Beauty (AONB) in Kent, England. Sie entsprechen der Osthälfte der North Downs und reichen von der Grenze zu London und Surrey bis zu den Kreidefelsen von Dover.
Die Kent Downs umfassen mit 878 km² nahezu ein Viertel der Fläche der Grafschaft Kent.